# XIVe législature d'Espagne
La XIVe législature d'Espagne (en espagnol : xiv legislatura de España) est le cycle parlementaire des Cortes Generales ouvert le 3 décembre 2019, à la suite des élections générales anticipées du 10 novembre 2019 et clos le 30 mai 2023 à la suite de la dissolution des Cortes.

## Bureau des assemblées

### Du Congrès
Le bureau du Congrès rassemble le président, quatre vice-présidents et quatre secrétaires. Le président est élu à la majorité absolue des députés au premier tour, à la majorité simple au second entre les deux candidats ayant recueilli le plus grand nombre de suffrages lors du premier vote. Les vice-présidents et secrétaires sont élus à la majorité simple : les quatre candidats qui obtiennent le plus grand nombre de voix sont proclamés élus.
| Fonction                  | Titulaire                               | Titulaire                                  | Parti   | Circonscription |
| ------------------------- | --------------------------------------- | ------------------------------------------ | ------- | --------------- |
| Présidente                |                                         | Meritxell Batet                            | PSC     | Barcelone       |
| Premier vice-président    |                                         | Alfonso Gómez de Celis                     | PSOE    | Séville         |
| Deuxième vice-présidente  |                                         | Ana Pastor                                 | PP      | Madrid          |
| Troisième vice-présidente |                                         | Gloria Elizo                               | Podemos | Madrid          |
| Quatrième vice-président  |                                         | Ignacio Gil Lázaro                         | Vox     | Valence         |
| Premier secrétaire        |                                         | Gerardo Pisarello                          | CatComú | Barcelone       |
| Deuxième secrétaire       |                                         | Sofía Hernanz                              | PSOE    | îles Baléares   |
| Troisième secrétaire      |                                         | Javier Sánchez                             | Podemos | Murcie          |
| Quatrième secrétaire      |                                         | Adolfo Suárez Illana (jusqu'au 05/12/2022) | PP      | Madrid          |
| Quatrième secrétaire      | Carmen Navarro (à partir du 09/02/2023) | Albacete                                   | PP      |                 |

### Du Sénat
Le bureau du Sénat rassemble le président, deux vice-présidents et quatre secrétaires. Le président est élu à la majorité absolue des sénateurs au premier tour, à la majorité simple au second entre les deux candidats ayant recueilli le plus grand nombre de suffrages lors du premier vote. Les vice-présidents et secrétaires sont élus à la majorité simple : les deux (vice-présidences) ou quatre (secrétariats) candidats qui obtiennent le plus grand nombre de voix sont proclamés élus.
| Fonction                 | Titulaire | Titulaire               | Parti | Circonscription |
| ------------------------ | --------- | ----------------------- | ----- | --------------- |
| Présidente               |           | Pilar Llop              | PSOE  | Madrid          |
| Présidente               |           | Andrés Gil (12/07/2021) | PSOE  | Burgos          |
| Première vice-présidente |           | Cristina Narbona        | PSOE  | Madrid          |
| Deuxième vice-président  |           | Pío García-Escudero     | PP    | Madrid          |
| Premier secrétaire       |           | Francisco Fajardo       | PSOE  | Lanzarote       |
| Deuxième secrétaire      |           | Imanol Landa            | PNV   | Biscaye         |
| Troisième secrétaire     |           | Rafael Hernando         | PP    | Almería         |
| Quatrième secrétaire     |           | Cristina Ayala          | PP    | Burgos          |

## Groupes parlementaires

### Congrès des députés
Le règlement du Congrès des députés dispose que les députés pourront former des groupes parlementaires, à condition que chacun d'entre eux compte au moins 15 membres. Toutefois, un ou plusieurs partis politiques ayant obtenu au moins cinq sièges et réuni soit 15 % des suffrages exprimés dans les circonscriptions où ils se présentaient soit 5 % des voix sur l'ensemble du territoire espagnol, peuvent former un groupe parlementaire. Les députés appartenant à un même parti ou à deux partis qui ne se sont pas affrontés devant les électeurs ne peuvent former de groupes parlementaires séparés.
| Nom | Nom | Députés   | Députés   | Partis       | Partis   | Porte-parole                            |
| Nom | Nom | Début     | Fin       | Partis       | Partis   | Porte-parole                            |
| --- | --- | --------- | --------- | ------------ | -------- | --------------------------------------- |
|     | Socialiste Grupo Parlamentario Socialista                                                                                                | 120 / 350 | 120 / 350 |              | PSOE     | Adriana Lastra Héctor Gómez Patxi López |
|     | Socialiste Grupo Parlamentario Socialista                                                                                                | 120 / 350 | 120 / 350 | PSC          |          | Adriana Lastra Héctor Gómez Patxi López |
|     | Populaire Grupo Parlamentario Popular | 88 / 350  | 88 / 350  |              | PP       | Cayetana Álvarez de Toledo Cuca Gamarra |
|     | Vox Grupo Parlamentario Vox | 52 / 350  | 52 / 350  |              | Vox      | Iván Espinosa de los Monteros           |
|     | Confédéral Unidas Podemos-En Comú Podem-Galicia en Común Grupo Parlamentario Confederal de Unidas Podemos-En Comú Podem-Galicia en Común | 35 / 350  | 34 / 350  |              | Podemos  | Irene Montero Pablo Echenique           |
|     | Confédéral Unidas Podemos-En Comú Podem-Galicia en Común Grupo Parlamentario Confederal de Unidas Podemos-En Comú Podem-Galicia en Común | 35 / 350  | 34 / 350  | CeC          |          | Irene Montero Pablo Echenique           |
|     | Confédéral Unidas Podemos-En Comú Podem-Galicia en Común Grupo Parlamentario Confederal de Unidas Podemos-En Comú Podem-Galicia en Común | 35 / 350  | 34 / 350  | IU           |          | Irene Montero Pablo Echenique           |
|     | Pluriel Grupo Parlamentario Plural | 12 / 350  | 12 / 350  |              | Junts    | Poste tournant                          |
|     | Pluriel Grupo Parlamentario Plural | 12 / 350  | 12 / 350  | PDeCAT       |          | Poste tournant                          |
|     | Pluriel Grupo Parlamentario Plural | 12 / 350  | 12 / 350  | BNG          |          | Poste tournant                          |
|     | Pluriel Grupo Parlamentario Plural | 12 / 350  | 12 / 350  | Más País     |          | Poste tournant                          |
|     | Pluriel Grupo Parlamentario Plural | 12 / 350  | 12 / 350  | Equo         |          | Poste tournant                          |
|     | Pluriel Grupo Parlamentario Plural | 12 / 350  | 12 / 350  | Compromís    |          | Poste tournant                          |
|     | Républicain Grupo Parlamentario Republicano                                                                                              | 13 / 350  | 13 / 350  |              | ERC      | Gabriel Rufián                          |
|     | Républicain Grupo Parlamentario Republicano                                                                                              | 13 / 350  | 13 / 350  | Sobiranistes |          | Gabriel Rufián                          |
|     | Ciudadanos Grupo Parlamentario de Ciudadanos                                                                                             | 10 / 350  | 9 / 350   |              | Cs       | Inés Arrimadas                          |
|     | Basque (EAJ-PNV) Grupo Parlamentario Vasco (EAJ-PNV)                                                                                     | 6 / 350   | 6 / 350   |              | PNV      | Aitor Esteban                           |
|     | Euskal Herria Bildu Grupo Parlamentario Euskal Herria Bildu                                                                              | 5 / 350   | 5 / 350   |              | EH Bildu | Mertxe Aizpurua                         |
|     | Mixte Grupo Parlamentario mixto | 9 / 350   | 10 / 350  |              | UPN      | Poste tournant                          |
|     | Mixte Grupo Parlamentario mixto | 9 / 350   | 10 / 350  | CUP          |          | Poste tournant                          |
|     | Mixte Grupo Parlamentario mixto | 9 / 350   | 10 / 350  | TE           |          | Poste tournant                          |
|     | Mixte Grupo Parlamentario mixto | 9 / 350   | 10 / 350  | CC           |          | Poste tournant                          |
|     | Mixte Grupo Parlamentario mixto | 9 / 350   | 10 / 350  | NC           |          | Poste tournant                          |
|     | Mixte Grupo Parlamentario mixto | 9 / 350   | 10 / 350  | FAC          |          | Poste tournant                          |
|     | Mixte Grupo Parlamentario mixto | 9 / 350   | 10 / 350  | PRC          |          | Poste tournant                          |

### Sénat
Le règlement du Sénat dispose que les sénateurs pourront former des groupes parlementaires, à condition que chacun d'entre eux compte au moins dix membres. Un groupe dont le nombre de sénateurs passe en dessous de six est dissous jusqu'à la clôture de la session en cours. Les sénateurs ayant participé aux élections au nom d'un même parti, d'une même fédération, d'une même coalition ou d'un même groupement ne peuvent former de groupes parlementaires séparés.
| Nom | Nom | Sénateurs | Sénateurs | Partis                         | Partis                   | Porte-parole                                                                     |
| Nom | Nom | Début     | Fin       | Partis                         | Partis                   | Porte-parole                                                                     |
| --- | --- | --------- | --------- | ------------------------------ | ------------------------ | -------------------------------------------------------------------------------- |
|     | Socialiste Grupo Parlamentario Socialista | 113 / 265 | 113 / 265 |                                | PSOE                     | Ander Gil Eva Granados                                                           |
|     | Socialiste Grupo Parlamentario Socialista | 113 / 265 | 113 / 265 | PSC                            |                          | Ander Gil Eva Granados                                                           |
|     | Populaire Grupo Parlamentario Popular en el Senado | 97 / 265  | 104 / 265 |                                | PP                       | Javier Maroto                                                                    |
|     | Gauche républicaine-EH Bildu Grupo Parlamentario de Esquerra Republicana-EH Bildu                                                                                      | 15 / 265  | 16 / 265  |                                | ERC                      | Mirella Cortès                                                                   |
|     | Gauche républicaine-EH Bildu Grupo Parlamentario de Esquerra Republicana-EH Bildu                                                                                      | 15 / 265  | 16 / 265  | EH Bildu                       |                          | Mirella Cortès                                                                   |
|     | Basque (EAJ-PNV) Grupo Parlamentario Vasco en el Senado (EAJ-PNV) | 10 / 265  | 10 / 265  |                                | PNV                      | Jokin Bildarratz Estefanía Beltrán de Heredia                                    |
|     | Ciudadanos Grupo Parlamentario de Ciudadanos Démocratique (16/06/2021) Grupo Parlamentario Democrático (Ciudadanos, Teruel Existe y Partido Regionalista de Cantabria) | 9 / 265   | 4 / 265   |                                | Cs                       | Lorena Roldán Tomás Marcos Miguel Sánchez                                        |
|     | Ciudadanos Grupo Parlamentario de Ciudadanos Démocratique (16/06/2021) Grupo Parlamentario Democrático (Ciudadanos, Teruel Existe y Partido Regionalista de Cantabria) | 9 / 265   | 4 / 265   | TE (à partir du 16/06/2021)    |                          | Lorena Roldán Tomás Marcos Miguel Sánchez                                        |
|     | Ciudadanos Grupo Parlamentario de Ciudadanos Démocratique (16/06/2021) Grupo Parlamentario Democrático (Ciudadanos, Teruel Existe y Partido Regionalista de Cantabria) | 9 / 265   | 4 / 265   | PRC (à partir du 16/06/2021)   |                          | Lorena Roldán Tomás Marcos Miguel Sánchez                                        |
|     | Gauche confédérale Grupo Parlamentario de Izquierda Confederal | 6 / 265   | 5 / 265   |                                | AA (jusqu'au 27/07/2022) | Koldo Martínez Eduardo Rubiño Pilar González Vicenç Vidal Sara Vilà Carles Mulet |
|     | Gauche confédérale Grupo Parlamentario de Izquierda Confederal | 6 / 265   | 5 / 265   | Compromís                      |                          | Koldo Martínez Eduardo Rubiño Pilar González Vicenç Vidal Sara Vilà Carles Mulet |
|     | Gauche confédérale Grupo Parlamentario de Izquierda Confederal | 6 / 265   | 5 / 265   | CeC (jusqu'au 13/05/2021)      |                          | Koldo Martínez Eduardo Rubiño Pilar González Vicenç Vidal Sara Vilà Carles Mulet |
|     | Gauche confédérale Grupo Parlamentario de Izquierda Confederal | 6 / 265   | 5 / 265   | Más Madrid                     |                          | Koldo Martínez Eduardo Rubiño Pilar González Vicenç Vidal Sara Vilà Carles Mulet |
|     | Gauche confédérale Grupo Parlamentario de Izquierda Confederal | 6 / 265   | 5 / 265   | Més                            |                          | Koldo Martínez Eduardo Rubiño Pilar González Vicenç Vidal Sara Vilà Carles Mulet |
|     | Gauche confédérale Grupo Parlamentario de Izquierda Confederal | 6 / 265   | 5 / 265   | Geroa Bai                      |                          | Koldo Martínez Eduardo Rubiño Pilar González Vicenç Vidal Sara Vilà Carles Mulet |
|     | Gauche confédérale Grupo Parlamentario de Izquierda Confederal | 6 / 265   | 5 / 265   | ASG (à partir du 26/03/2021)   |                          | Koldo Martínez Eduardo Rubiño Pilar González Vicenç Vidal Sara Vilà Carles Mulet |
|     | Nationaliste Grupo Parlamentario Nacionalista en el Senado | 6 / 265   | 6 / 265   |                                | JxC                      | Josep Lluís Cleries                                                              |
|     | Nationaliste Grupo Parlamentario Nacionalista en el Senado | 6 / 265   | 6 / 265   | CC                             |                          | Josep Lluís Cleries                                                              |
|     | Mixte Grupo Parlamentario mixto | 9 / 265   | 7 / 265   |                                | Vox                      | Poste tournant                                                                   |
|     | Mixte Grupo Parlamentario mixto | 9 / 265   | 7 / 265   | TE (jusqu'au 16/06/2021)       |                          | Poste tournant                                                                   |
|     | Mixte Grupo Parlamentario mixto | 9 / 265   | 7 / 265   | PRC (jusqu'au 16/06/2021)      |                          | Poste tournant                                                                   |
|     | Mixte Grupo Parlamentario mixto | 9 / 265   | 7 / 265   | PAR                            |                          | Poste tournant                                                                   |
|     | Mixte Grupo Parlamentario mixto | 9 / 265   | 7 / 265   | ASG (jusqu'au 25/03/2021)      |                          | Poste tournant                                                                   |
|     | Mixte Grupo Parlamentario mixto | 9 / 265   | 7 / 265   | UPN                            |                          | Poste tournant                                                                   |
|     | Mixte Grupo Parlamentario mixto | 9 / 265   | 7 / 265   | Ex-Cs (à partir du 23/03/2021) |                          | Poste tournant                                                                   |

## Gouvernement et opposition
Le gouvernement espagnol (en espagnol : Gobierno de España) est constitué du président du gouvernement, éventuellement d'un ou plusieurs vice-présidents, et de ministres. Le président est investi par le Congrès des députés sur proposition du roi d'Espagne. Il nomme ensuite les autres membres du cabinet. Le poste ou le titre de chef de l'opposition (líder de la oposición) n'est pas réglementé, mais est traditionnellement reconnu pour le dirigeant du principal parti ne formant pas le gouvernement.
| Fonction                                        | Titulaire | Titulaire                         | Parti |
| ----------------------------------------------- | --------- | --------------------------------- | ----- |
| Président du gouvernement                       |           | Pedro Sánchez                     | PSOE  |
| Ministre de la Présidence                       |           | Carmen Calvo                      | PSOE  |
| Ministre de la Présidence                       |           | Félix Bolaños (12/07/2021)        | PSOE  |
| Secrétaire d'État aux Relations avec les Cortes |           | José Antonio Montilla             | PSOE  |
| Secrétaire d'État aux Relations avec les Cortes |           | Rafael Simancas (21/07/2021)      | PSOE  |
| Porte-parole au Congrès des députés             |           | Adriana Lastra                    | PSOE  |
| Porte-parole au Congrès des députés             |           | Héctor Gómez (08/09/2021)         | PSOE  |
| Porte-parole au Congrès des députés             |           | Patxi López (12/09/2022)          | PSOE  |
| Porte-parole au Sénat                           |           | Ander Gil                         | PSOE  |
| Porte-parole au Sénat                           |           | Eva Granados (06/10/2021)         | PSC   |
|                                                 |           |                                   |       |
| Chef de l'opposition                            |           | Pablo Casado                      | PP    |
| Chef de l'opposition                            |           | Alberto Núñez Feijóo (02/04/2022) | PP    |
| Porte-parole au Congrès des députés             |           | Cayetana Álvarez de Toledo        | PP    |
| Porte-parole au Congrès des députés             |           | Cuca Gamarra (21/08/2020)         | PP    |
| Porte-parole au Sénat                           |           | Javier Maroto                     | PP    |

## Commissions parlementaires

### Au Congrès
| Commission | Président                               | Parti | Parti | Circonscription        |
| --- | --------------------------------------- | ----- | ----- | ---------------------- |
| Commissions permanentes législatives                                                                                    |                                         |       |       |                        |
| Commission constitutionnelle                                                                                            | Patxi López                             | PSOE  |       | Biscaye                |
| Commission constitutionnelle                                                                                            | Hector Gómez (27/09/2022)               | PSOE  |       | Santa Cruz de Tenerife |
| Commission constitutionnelle                                                                                            | Luz Martínez (11/05/2023)               | PSOE  |       | Palencia               |
| Commission des Affaires étrangères                                                                                      | Pau Marí Klose                          | PSOE  |       | Saragosse              |
| Commission de la Justice                                                                                                | Isaura Leal                             | PSOE  |       | Madrid                 |
| Commission de la Justice                                                                                                | Felipe Sicilia (25/11/2021)             | PSOE  |       | Jaén                   |
| Commission de la Défense                                                                                                | José Antonio Bermúdez de Castro         | PP    |       | Salamanque             |
| Commission de la Défense                                                                                                | José Ignacio Echániz (30/06/2022)       | PP    |       | Guadalajara            |
| Commission des Finances Commission des Finances et de la Fonction publique (20/09/2021)                                 | Eloy Suárez Lamata                      | PP    |       | Saragosse              |
| Commission des Budgets                                                                                                  | Pilar Garrido                           | UP    |       | Guipuscoa              |
| Commission de l'Intérieur                                                                                               | Ana Botella Gómez                       | PSOE  |       | Valence                |
| Commission de l'Intérieur                                                                                               | José Luis Ábalos (30/09/2021)           | PSOE  |       | Valence                |
| Commission des Transports, de la Mobilité et des Programmes urbains                                                     | Javier Izquierdo Roncero                | PSOE  |       | Valladolid             |
| Commission des Transports, de la Mobilité et des Programmes urbains                                                     | Ignacio López Cano (26/02/2020)         | PSOE  |       | Malaga                 |
| Commission de l'Éducation et de la Formation professionnelle                                                            | Sergio Gutiérrez Prieto                 | PSOE  |       | Tolède                 |
| Commission de l'Éducation et de la Formation professionnelle                                                            | Ana Botella Gómez (06/10/2021)          | PSOE  |       | Valence                |
| Commission du Travail, de l'Inclusion, de la Sécurité sociale et des Migrations                                         | Antonio Gómez-Reino                     | UP    |       | La Corogne             |
| Commission de l'Industrie, du Commerce et du Tourisme                                                                   | Joan Capdevila                          | ERC   |       | Barcelone              |
| Commission des Droits sociaux et des Politiques globales du handicap                                                    | Joan Ruiz                               | PSC   |       | Tarragone              |
| Commission de l'Agriculture, de la Pêche et de l'Alimentation                                                           | Joseba Agirretxea                       | PNV   |       | Guipuscoa              |
| Commission de la Politique territoriale et de la Fonction publique Commission de la Politique territoriale (20/09/2021) | María Luisa Carcedo                     | PSOE  |       | Asturies               |
| Commission de la Politique territoriale et de la Fonction publique Commission de la Politique territoriale (20/09/2021) | Rafaela Crespín (28/03/2023)            | PSOE  |       | Asturies               |
| Commission de la Transition écologique et du Défi démographique                                                         | Juan López de Uralde                    | UP    |       | Alava                  |
| Commission de la Culture et des Sports                                                                                  | Agustín Zamarrón                        | PSOE  |       | Burgos                 |
| Commission des Affaires économiques et de la Transformation numérique                                                   | Celso Delgado                           | PP    |       | Ourense                |
| Commission de la Santé et de la Consommation                                                                            | Rosa Romero Sánchez                     | PP    |       | Ciudad Real            |
| Commission de la Science, de l'Innovation et de l'Enseignement supérieur                                                | Gerardo Pisarello                       | UP    |       | Barcelone              |
| Commission de la Coopération internationale pour le développement                                                       | Roser Maestro                           | UP    |       | Valence                |
| Commission de l'Égalité                                                                                                 | Pilar Cancela                           | PSOE  |       | La Corogne             |
| Commission de l'Égalité                                                                                                 | Carmen Calvo (30/09/2021)               | PSOE  |       | Madrid                 |
| Commissions permanentes non législatives                                                                                |                                         |       |       |                        |
| Commission du Règlement                                                                                                 | Meritxell Batet                         | PSC   |       | Barcelone              |
| Commission du Statut des députés                                                                                        | Begoña Nasarre                          | PSOE  |       | Huesca                 |
| Commission du Statut des députés                                                                                        | Adriana Lastra (25/11/2021)             | PSOE  |       | Asturies               |
| Commission des Pétitions                                                                                                | María Luisa Faneca                      | PSOE  |       | Huelva                 |
| Commission du Contrôle des crédits destinés aux secrets d'État (28/04/2022)                                             | Meritxell Batet                         | PSC   |       | Barcelone              |
| Commission consultative des Nominations                                                                                 | Meritxell Batet                         | PSC   |       | Barcelone              |
| Commission de Suivi et d'Évaluation des accords du pacte de Tolède                                                      | Magdalena Valerio (jusqu'au 18/10/2022) | PSOE  |       | Guadalajara            |
| Commission de Suivi et d'Évaluation des accords du pacte de Tolède                                                      | María Luisa Carcedo (15/03/2023)        | PSOE  |       | Asturies               |
| Commission de Suivi et d'Évaluation des accords du pacte de Tolède                                                      | Patricia Blanquer (10/05/2023)          | PSOE  |       | Alicante               |
| Commission de Suivi et d'Évaluation du pacte d'État contre la violence de genre                                         | Beatriz Carrillo                        | PSOE  |       | Séville                |
| Commission de l'Audit de la qualité démocratique                                                                        | Íñigo Errejón                           | MP    |       | Madrid                 |
| Commission des Droits de l'enfant et de l'adolescent                                                                    | Norma Pujol                             | ERC   |       | Tarragone              |
| Commission de la Sécurité routière                                                                                      | Juan José Matarí                        | PP    |       | Almería                |
| Commission de la Sécurité routière                                                                                      | Teodoro García Egea (14/07/2022)        | PP    |       | Murcie                 |
| Commission de la Sécurité routière                                                                                      | Juan José Matarí (30/03/2023)           | PP    |       | Almería                |
| Commissions non-permanentes                                                                                             |                                         |       |       |                        |
| Commission pour la Reconstruction économique et sociale (3 mois)                                                        | Patxi López                             | PSOE  |       | Biscaye                |
| Commissions d'investigation                                                                                             |                                         |       |       |                        |
| Commission relative à l'accident du vol JK 5022 de Spanair (4 mois)                                                     | Meri Pita                               | UP    |       | Las Palmas             |
| Commission relative à l'Utilisation par le PP de moyens du ministère de l'Intérieur (14 mois)                           | Isaura Leal                             | PSOE  |       | Madrid                 |
| Commission relative à la Gestion des vaccins et du plan de vaccination                                                  | Guillermo Meijón                        | PSOE  |       | Pontevedra             |

### Au Sénat
| Commission                                                                                | Président                       | Parti | Parti | Circonscription        |
| ----------------------------------------------------------------------------------------- | ------------------------------- | ----- | ----- | ---------------------- |
| Commissions permanentes législatives                                                      |                                 |       |       |                        |
| Commission constitutionnelle                                                              | Antonio Magdaleno               | PSOE  |       | Navarre                |
| Commission des Affaires étrangères                                                        | Antonio Gutiérrez Limones       | PSOE  |       | Séville                |
| Commission de la Justice                                                                  | Joan Lerma                      | PSOE  |       | Communauté valencienne |
| Commission de l'Intérieur                                                                 | María Jesús Castro              | PSOE  |       | Cadix                  |
| Commission de la Défense                                                                  | César Mogo                      | PSOE  |       | Lugo                   |
| Commission de la Défense                                                                  | Mercedes Berenguer (24/02/2022) | PSOE  |       | Valence                |
| Commission des Affaires économiques et de la Transformation numérique                     | Teresa López                    | PSOE  |       | Castille-et-León       |
| Commission des Affaires économiques et de la Transformation numérique                     | Manuel Escarda (19/05/2022)     | PSOE  |       | Valladolid             |
| Commission des Finances                                                                   | Cosme Bonet                     | PSOE  |       | Majorque               |
| Commission des Budgets                                                                    | José Antonio Monago             | PP    |       | Estrémadure            |
| Commission des Budgets                                                                    | Carlos Floriano (07/06/2022)    | PP    |       | Cáceres                |
| Commission des Transports, de la Mobilité et des Programmes urbains                       | José Fernández Blanco           | PSOE  |       | Zamora                 |
| Commission de l'Éducation et de la Formation professionnelle                              | José Asensi                     | PSOE  |       | Alicante               |
| Commission du Travail, de l'Inclusion, de la Sécurité sociale et des Migrations           | Toni Ferrer                     | PSOE  |       | Madrid                 |
| Commission de l'Agriculture, de la Pêche et de l'Alimentation                             | Teresa Macías                   | PSOE  |       | Badajoz                |
| Commission de l'Agriculture, de la Pêche et de l'Alimentation                             | Francisco Aragón (19/05/2022)   | PSOE  |       | Grenade                |
| Commission de la Santé et de la Consommation                                              | Modesto Pose                    | PSOE  |       | Pontevedra             |
| Commission de la Coopération internationale pour le développement                         | Elena Diego                     | PSOE  |       | Salamanque             |
| Commission de la Culture et des Sports                                                    | Manuel Escarda                  | PSOE  |       | Valladolid             |
| Commission de la Culture et des Sports                                                    | Riansares Serrano (28/06/2022)  | PSOE  |       | Guadalajara            |
| Commission de l'Égalité                                                                   | Josefina Bueno                  | PSOE  |       | Communauté valencienne |
| Commission de l'Égalité                                                                   | Micaela Navarro (14/06/2022)    | PSOE  |       | Jaén                   |
| Commission des Entités locales                                                            | Miguel Dalmau                   | PSOE  |       | Saragosse              |
| Commission de la Transition écologique                                                    | Isabel Moreno                   | PSOE  |       | Cáceres                |
| Commission de l'Industrie, du Tourisme et du Commerce                                     | Marisa Bustinduy                | PSOE  |       | Andalousie             |
| Commission de l'Industrie, du Tourisme et du Commerce                                     | Susana Díaz (29/09/2021)        | PSOE  |       | Andalousie             |
| Commission de la Science, de l'Innovation et de l'Enseignement supérieur                  | Javier de Lucas                 | PSOE  |       | Valence                |
| Commission de la Fonction publique                                                        | Salvador Vidal                  | PSOE  |       | León                   |
| Commission des Politiques d'intégration du handicap                                       | Mayte Fernández                 | PSOE  |       | Castille-La Manche     |
| Commission des Droits sociaux                                                             | Ana Edo                         | PSOE  |       | Castellón              |
| Commission du Dépeuplement et du Défi démographique                                       | Carmen Torralba                 | PSOE  |       | Cuenca                 |
| Commissions permanentes non législatives                                                  |                                 |       |       |                        |
| Commission du Règlement                                                                   | Pilar Llop                      | PSOE  |       | Madrid                 |
| Commission du Règlement                                                                   | Andrés Gil (12/07/2021)         | PSOE  |       | Burgos                 |
| Commission des Incompatibilités                                                           | Julia Liberal                   | PSOE  |       | Alava                  |
| Commission des Réclamations                                                               | Félix Ortega                    | PSOE  |       | Tolède                 |
| Commission des Pétitions                                                                  | Micaela Navarro                 | PSOE  |       | Jaén                   |
| Commission des Pétitions                                                                  | Rafael Esteban (14/06/2022)     | PSOE  |       | Guadalajara            |
| Commission des Affaires latino-américaines                                                | Ascensión Godoy                 | PSOE  |       | Badajoz                |
| Commission des Nominations                                                                | Pilar Llop                      | PSOE  |       | Madrid                 |
| Commission des Nominations                                                                | Andrés Gil (12/07/2021)         | PSOE  |       | Burgos                 |
| Commission générale des Communautés autonomes                                             | Manuel Cruz Rodríguez           | PSC   |       | Barcelone              |
| Commissions spéciales                                                                     |                                 |       |       |                        |
| Commission des Droits de la Famille, de l'Enfance et de l'Adolescence                     | Ángeles Luna                    | PSOE  |       | Cordoue                |
| Commission de la Jeunesse                                                                 | Olivia Delgado                  | PSOE  |       | Tenerife               |
| Commission de suivi et évaluation des accords du pacte d'État contre la violence de genre | María Jesús Álvarez             | PSOE  |       | Asturies               |

### Conjointes
| Commission                                                 | Président               | Parti | Parti | Circonscription | Chambre |
| ---------------------------------------------------------- | ----------------------- | ----- | ----- | --------------- | ------- |
| Commissions permanentes                                    |                         |       |       |                 |         |
| Commission des Relations avec le Tribunal des comptes      | Santos Cerdán           | PSOE  |       | Navarre         | Congrès |
| Commission de l'Union européenne                           | Susana Sumelzo          | PSOE  |       | Saragosse       | Congrès |
| Commission des Relations avec le Défenseur du peuple       | Vicente Tirado          | PP    |       | Tolède          | Congrès |
| Commission du Contrôle parlementaire de RTVE               | Antonio Cosculluela     | PSOE  |       | Huesca          | Sénat   |
| Commission de la Sécurité nationale                        | Carlos Aragonés         | PP    |       | Madrid          | Congrès |
| Commission de l'Étude du problème des drogues              | Xavier Eritja           | ERC   |       | Lleida          | Congrès |
| Commission du Suivi des objectifs de développement durable | Joan Mena               | ECP   |       | Barcelone       | Congrès |
| Commission du Suivi des objectifs de développement durable | Aina Vidal (12/11/2020) | ECP   |       | Barcelone       | Congrès |